# Francisco Eguiguren Urrejola
Francisco de Borja Eguiguren Urrejola fue un político chileno. Nació en Cauquenes en 1807 y falleció en la misma ciudad en 1884. Hijo de José Manuel de Eguiguren Uriarte, natural de Vizcaya, y de María Josefa de Urrejola y Leclerc de Vicourt, estaba casado con Perpetua Valero Sotomayor, con quien tuvo ocho hijos.
Estudió en el Instituto Nacional, donde recibió influencias del sector pelucón de parte de personalidades como Juan Egaña Risco y sus hijos. Participó en las guerrillas conservadoras de 1830 en la capital. Al tomar el poder el Congreso de Plenipotenciarios formó parte de la comisión que redactaría la nueva Constitución Nacional, liderada por Mariano Egaña.
Elegido Diputado por Itata en 1843, fue reelegido en 1846 y 1849. Perteneció en este período a la Comisión permanente de Constitución, Legislación y Justicia. En 1852 fue elegido Diputado por Concepción, reelegido en 1855, integró la misma comisión del período anterior.
Finalmente es electo Diputado por Santiago en 1858, reelegido en 1861. Integró la Comisión permanente de Hacienda e Industria. Ocupó la Vicepresidencia de la Cámara de Diputados en 1859.